# 道平陽子
道平 陽子（みちひら ようこ、10月26日 - ）は、日本のタレント。元宝塚歌劇団雪組の娘役。神奈川県、相模女子大学高等部出身。身長163cm。
宝塚歌劇団時代の芸名は翠 花果（みどり はなか）。愛称はミテキ（バレリーナミテキ・クドーに顔立ちが似ていたため）。

## 略歴
- 1988年、宝塚音楽学校に入学。
- 1990年、76期生として宝塚歌劇団に入団。

花組「ベルサイユのばら－フェルゼン編－」で初舞台。後に雪組に配属される。
同期生は彩輝直（元月組トップスター）、純名里沙（元花組トップ娘役）、風花舞（元月組トップ娘役）、月影瞳（元雪組トップ娘役）、星奈優里（元星組トップ娘役）、樹里咲穂（元専科スター）など。現役では寿つかさ（宙組組長）などがいる。
- 1993年、「ブルボンの封印」にて、朝の連続テレビ小説「ぴあの」主演に伴い休演した純名の代役を務める。また、同公演の新人公演にて初ヒロインを務めた。
- 1994年、ロンドン公演メンバーに選抜される。同年、「風に吹かれて」でバウ初ヒロインを務める。
- 1997年7月30日、「仮面のロマネスク／ゴールデン・デイズ」の千秋楽をもち当時のトップスター高嶺ふぶきと共に宝塚歌劇団を退団。
- 退団後は、東京MXテレビ「談志・陳平の言いたい放だい」のアシスタントの他、タレントとして活動している。

## 宝塚歌劇団時代の主な舞台
- 1993年1月、「セ・ラムール -さすらいの地中海-」（バウ）テレーズ
- 1993年3月、「忠臣蔵 -花に散り雪に散り-」（東宝）新人公演：音羽（本役：渚あき）
- 1993年5月、「天国と地獄 -オッフェンバック物語-／TAKE OFF」新人公演：ヘンリー（本役：香寿たつき）
- 1993年10月、「ブルボンの封印／コートダジュール」アンリエット（純名里沙の代役）、新人公演：マノン（本役：紫とも） ＊新人公演初ヒロイン
- 1994年1月、「ライト&シャドウ」（シアタードラマシティ）カレン
- 1994年4月、「ライド・オン」（バウ）アイコ／キャロル
- 1994年7月、「花扇抄／扉のこちら／ミリオン・ドリームズ」 ロンドン公演（ロンドン、コロシアム）
- 1994年9月、「風に吹かれて」（バウ）アキコ・ドンヴァン ＊バウホール初ヒロイン
- 1994年11月、「雪之丞変化／サジタリウス」千世、新人公演：おみつ（本役：星奈優里）
- 1995年5月、「JFK／バロック千一夜」リー、新人公演：マリリン・モンロー（本役：星奈優里）
- 1995年11月、「あかねさす紫の花／マ・ベル・エトワール」鏡女王
- 1996年2月、「エリザベート -愛と死の輪舞（ロンド）-」ヘレネ、新人公演：ルドヴィカ公爵夫人（本役：京三紗）
- 1996年4月、「あかねさす紫の花／マ・ベル・エトワール」（全国ツアー）鏡女王
- 1996年8月、「虹のナターシャ／La Jeunesse!」呉竹竹子、新人公演：曾根邦子（本役：小乙女幸）
- 1996年11月、「晴れた日に永遠が見える」（バウ・東京特別・名古屋特別）フローラ
- 1997年2月、「虹のナターシャ／La Jeunesse!」（中日）呉竹竹子
- 1997年3月、「仮面のロマネスク／ゴールデン・デイズ」ヴィクトワール ＊退団公演

## 宝塚歌劇団退団後の主な活動

### テレビ
- 「談志・陳平の言いたい放だい」（東京MXテレビ、2004年4月10日～2008年8月30日）

## その他

### 声優
- ぼのぼの クモモの木のこと（クズリくん）